# Túnel Sutro

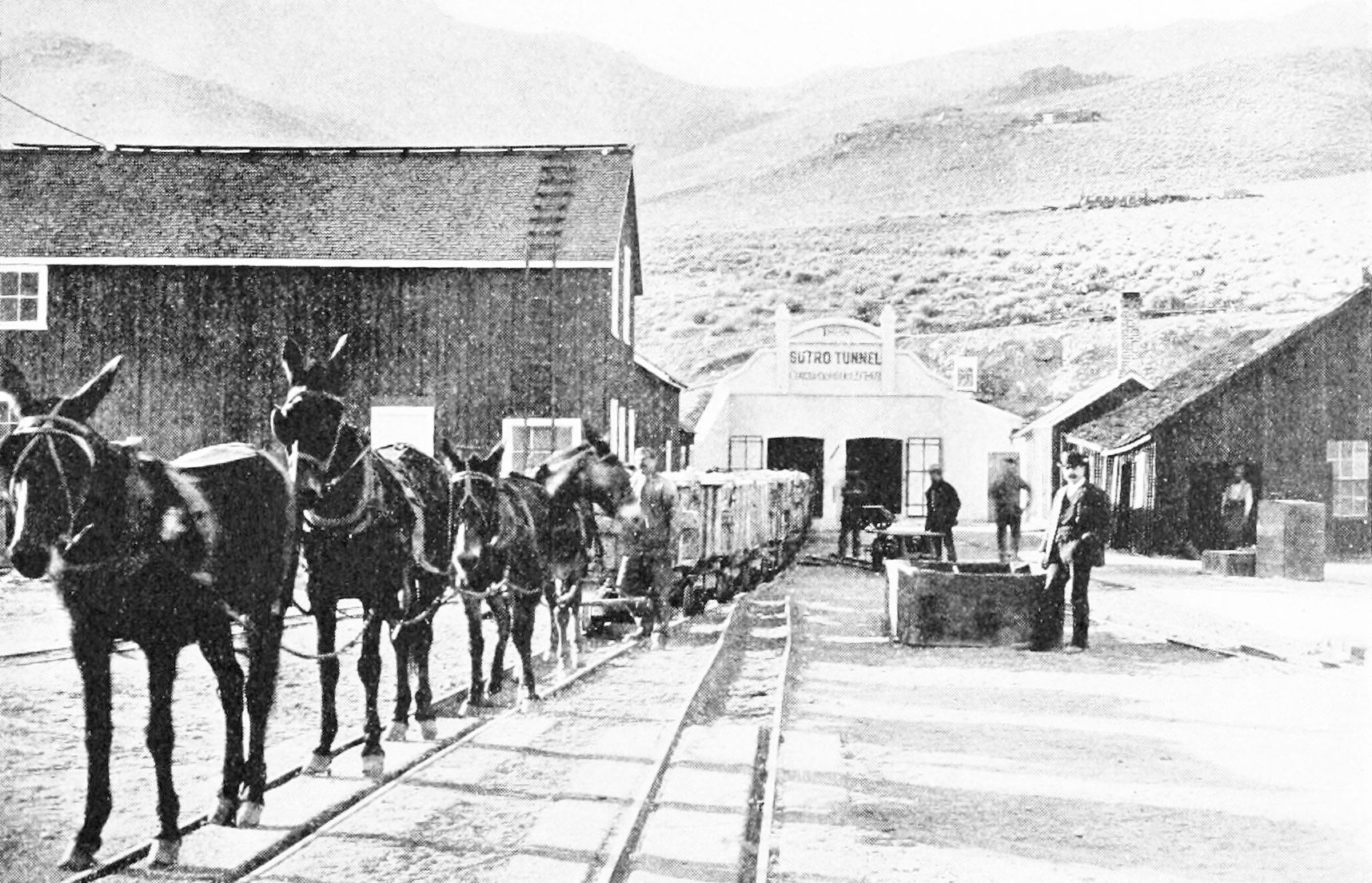
Túnel de Sutro em 1896

O Túnel Sutro é um túnel de drenagem (ádito) ligado ao Comstock Lode no norte do estado do Nevada. Começa em  Virginia City e termina a cerca de 10 quilómetros a sudeste  próximo da vila de Dayton).
O túnel foi pela primeira vez "visionado" por Adolph Sutro em 1860. Ele promoveu o túnel de drenagem  a fim de permitir o acesso mais fundo da exploração mineral no Comstock. A inundação das minas e   bombas inadequadas inibiram algumas atividades de exploração naquela época.
Por volta de 1865, a ideia de Sutro obteve a aprovação da legislação estatal e federal. Os interesses mineiros também apoiaram de início o projeto do túnel, mas mais tarde opuseram-se à ideia.  Ele temiam que um acesso alternativo à mina  Comstock ameaçariam o seu monopólio da mineração e trituração do ouro e prata na referida mina.
Todavia, Sutro fundou a Sutro Tunnel Company, vendendo  certificados de ações para aumentar os fundos para a sua construção que se iniciou em  1869. O financiamento para a construção do túnel também veio de mineiros locais.O projeto foi mais advogado por Sutro depois de um desastre da mina de Yellowjacket onde dezenas de mineiros morreram queimados porque não tinham forma de escapar da mina.
Arthur De Wint Foote trabalhou no túnel in 1873, but was demitido em 1874, depois de ter ocorrido uma infiltração de água no Shaft No. 2.
Também foram construídos túneis laterais para aumentar a drenagem e a ventilação das minas. O seu criador vendeu as suas ações desde o fim dos trabalhos, em  1878 e depois partiu para San Francisco para investir no imobiliário, depois de se tornar presidente da câmara/prefeito daquela cidade.
O principal túnel ficou completo em 1878.

## Leituras adicionais
- Sutro, Adolph (1865). The Advantages and Necessity of a Deep Drain Tunnel for the Great Comstock Ledge. San Fransisco, CA: [s.n.], Sutro's argument and proposal for the tunnel